# Estación Vergueiro
La estación Vergueiro es una de las estaciones de la Línea 1-Azul del Metro de São Paulo. Fue inaugurada el 17 de febrero de 1975. Se encuentra cerca del CCO - Centro de Control Operativo de las Líneas 1-Azul, 2-Verde, 3-Roja y 5-Lila del Metro. Está situada en la calle Vergueiro, 790, entre los barrios de Liberdade y de Paraíso.

## Características
Se trata de una estación subterránea, con plataformas laterales y estructura en concreto aparente. Tiene 8.980m² de área construida.
La capacidad de la estación es de 20.000 pasajeros por hora/pico.

## Demanda media de la estación
La media de entrada de pasajeros en esta estación, es de 26 mil pasajeros por día, según datos del Metro.

## Alrededores
- Universidade Nove de Julho- Campus Vergueiro
- Aclimação
- Hospital del Servidor Municipal de São Paulo
- Hospital Beneficencia Portuguesa
- Colégio Santo Agostinho

## Líneas da SPTrans
Línea de la SPTrans que sale de la Estación Vergueiro del Metro:
| Línea   | Destino         |
| ------- | --------------- |
| 5705/10 | Terminal Sacomã |

## Tabla
| Sigla | Estación  | Inauguración          | Capacidad                  | Integración              | Plataformas | Posición    | Comentarios                                   |
| ----- | --------- | --------------------- | -------------------------- | ------------------------ | ----------- | ----------- | --------------------------------------------- |
| VGO   | Vergueiro | 17 de febrero de 1975 | 20 mil pasajeros hora/pico | Bilhete Único de SPTrans | Laterales   | Subterránea | Estación con estructura de concreto aparente. |